# Мацей Садльок
Мацей Садльок (пол. Maciej Sadlok, нар. 29 червня 1989, Освенцим) — польський футболіст, захисник клубу  «Рух» (Хожув).
Виступав, зокрема, за клуби «Вісла» (Краків) та «Полонія», а також національну збірну Польщі.

## Клубна кар'єра
У дорослому футболі дебютував 2007 року виступами за команду клубу «Рух» (Хожув), в якій провів три сезони, взявши участь у 58 матчах чемпіонату. 
Своєю грою за цю команду привернув увагу представників тренерського штабу клубу «Полонія», до складу якого приєднався 2010 року. Відіграв за команду з Варшави наступні два сезони своєї ігрової кар'єри.
Згодом з 2010 по 2014 рік двічі повертався до складу клубу «Рух» (Хожув), спочатку на правах оренди, а потім як повноцінний гравець.
До складу клубу «Вісла» (Краків) приєднався 2014 року. Відтоді провів за команду з Кракова 222 матчі в національному чемпіонаті, після чого влітку 2022 року повернувся до «Руху»

## Виступи за збірні
Протягом 2008–2009 років  залучався до складу молодіжної збірної Польщі. На молодіжному рівні зіграв у 5 офіційних матчах.
У 2009 році дебютував в офіційних матчах у складі національної збірної Польщі. Наразі провів у формі головної команди країни 15 матчів.